# Saint-Just-le-Martel
Saint-Just-le-Martel é uma comuna francesa na região administrativa da Nova Aquitânia, no departamento de Alto Vienne. Estende-se por uma área de 31,70 km². Em 2010 a comuna tinha 2 716 habitantes (densidade: 85,7 hab./km²).